# Charlotte de Sauve
Pour les autres membres de la famille, voir Famille de Beaune.
Charlotte de Beaune-Semblançay, baronne de Sauve et marquise de Noirmoutier, née le 26 octobre 1551 et morte le 30 septembre 1617 à Paris, est une dame d'honneur de la reine Catherine de Médicis. 
Elle a été la favorite de François d'Anjou, Henri de Navarre et Henri de Guise à la cour de France.

## Biographie
Elle est la fille de Jacques II de Beaune-Semblançay, lui-même petit-fils de Jacques Ier de Beaune-Semblançay, surintendant des finances de François Ier et de Gabrielle de Sade. Elle est une dame d'honneur puis la dame d'atours de Catherine de Médicis qu'elle sert avec fidélité avant de devenir en 1574 dame d'honneur de la reine de Navarre Marguerite de France. Elle épouse en 1569 Simon Fizes, baron de Sauve, secrétaire d'État de Charles IX et Henri III, qui décède en 1579. Elle se remarie avec François de La Trémoïlle, marquis de Noirmoutier le 18 octobre 1584 à qui elle donne en 1586 un fils, Louis Ier de La Trémoïlle, lui-même père de Louis II de La Trémoille, premier duc de Noirmoutier.
Appréciée à la cour pour sa douceur, sa beauté et son absence d'arrogance, le secrétaire Jules Gassot vanta ses qualités dans son Mémorial. Un contemporain affirme qu'elle a « la cuisse longue et la fesse alerte ».
Charlotte devient la maîtresse du roi de Navarre (le futur Henri IV de France) en 1572 et reste sa maîtresse jusqu'en 1577. Elle aurait eu également pour amant François d'Alençon en 1575, (frère du roi Henri III), qu'elle oppose à Navarre dans une furieuse rivalité. Marguerite, reine de Navarre, l'accuse dans ses mémoires d'avoir favorisé la rupture sentimentale avec son époux. Elle devient aussi la maîtresse d'Henri Ier de Guise, avec qui elle passe la nuit entre le 22 et le 23 décembre 1588, date à laquelle Henri fut assassiné sur ordre du roi Henri III. Elle eut de nombreux autres favoris, tels le duc d'Épernon et le seigneur d'Avrilly. En 1583, elle est chassée de la cour pour « inconduite effrénée » jusqu'à son nouveau mariage.
À la mort d'Henri III en 1589, Charlotte et son époux s'exilent à Doué en attendant la reconstitution de la cour. Elle meurt en 1617.

## Littérature
Dans son roman historique La Reine Margot, Alexandre Dumas dépeint Charlotte de Sauve comme « une oie blanche manipulée par la reine mère et follement amoureuse du roi de Navarre ».
Dans la nouvelle historique La princesse de Montpensier, Madame de Lafayette fait intervenir la marquise à la fin de l'histoire en tant que maîtresse du duc de Guise.

## Cinéma et télévision
- Judith Magre incarne Charlotte de Sauve, en 1960, dans le  téléfilm de Guy Lessertisseur,  La Caméra explore le temps: L'assassinat du duc de Guise (émission de Stellio Lorenzi, André Castelot et Alain Decaux).
- Interprété par Asia Argento, le personnage apparaît également dans le film La Reine Margot de Patrice Chéreau. Incitée par Henriette de Nevers (Dominique Blanc) à séduire le roi Henri de Navarre (Daniel Auteuil), la baronne de Sauve meurt en s'appliquant du rouge à lèvres empoisonné par Catherine de Médicis (Virna Lisi) dans le cadre d'une tentative d'assassinat visant le futur Henri IV.

### Sources et bibliographie
- Gibault Lilianne, « Portrait de femme : Charlotte de Beaune-Semblançay, marquise de Noirmoutier », Lettre Aux Amis de Noirmoutier, no 198,‎ 2020, p. 2

- favoritesroyales.canalblog.com